# Ricardo Bonelli

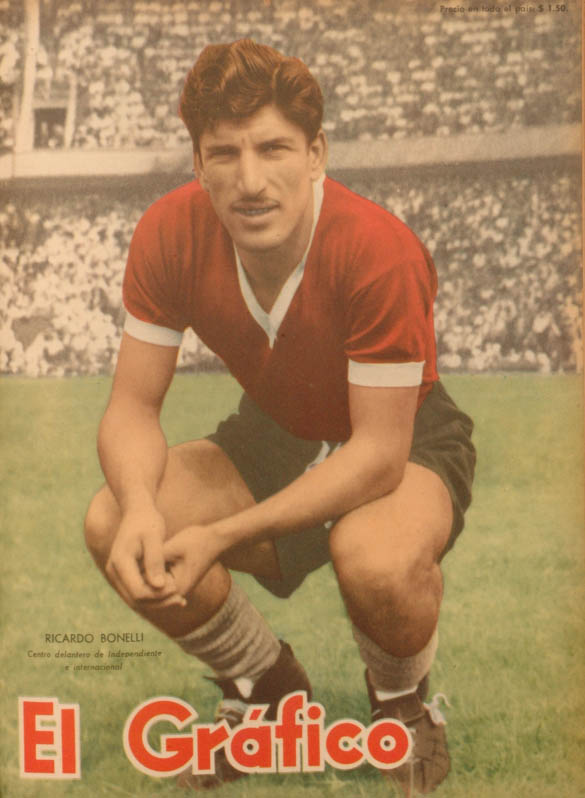
Bonelli in den 1950er Jahren

Ricardo Bonelli (* 28. Oktober 1932 in Lanús; † 25. Juli 2009 in Mexiko), auch bekannt unter dem Spitznamen Mono, war ein argentinischer Fußballspieler auf der Position eines Stürmers.

## Leben
Bonelli begann seine Profikarriere 1952 beim CA Independiente. Zwischen 1954 und 1956 kam er außerdem zu acht Länderspieleinsätzen für die Albiceleste, in denen er ein Tor erzielte. 1955 gehörte er zum Kader der Nationalmannschaft, die die Copa América gewann.
Nach dem Aufstieg des mexikanischen Vereins CD Tampico in die erste Liga zur Saison 1959/60 wechselte Bonelli zu den Jaibas Bravas, bei denen er zusammen mit seinen Landsleuten Antonio Pérsico und Roberto Rolando eine erstklassige Sturmreihe bildete.
In der Saison 1960/61 gewann er mit dem CD Tampico den mexikanischen Pokalwettbewerb und in der Saison 1962/63, an deren Ende die Jaibas Bravas wieder in die zweite Liga abstiegen, ließ er seine aktive Laufbahn ausklingen.  
Bonelli blieb für den Rest seines Lebens in Mexiko, nahm 1986 die mexikanische Staatsangehörigkeit an und verstarb im Alter von 76 Jahren an Magenkrebs.

## Erfolge

### Verein
- Mexikanischer Pokalsieger: 1961

### Nationalmannschaft
- Sieger der Copa América: 1955